# Habitatge al carrer Montserrat, 18 (el Papiol)
L'Habitatge al carrer Montserrat, 18 és una obra eclèctica del Papiol (Baix Llobregat) inclosa a l'Inventari del Patrimoni Arquitectònic de Catalunya.

## Descripció
Habitatge situat en una cantonada en cert desnivell, estructurat en una sola planta. La façana té un sòcol d'aplacat de pedra, la resta és d'obra arrebossada rematada per un petit ràfec suportat per mènsules. Les obertures són grans, amb les llindes i els muntants ressaltats d'un color més clar. La coberta és a dues aigües amb el carener paral·lel a la façana de teula romana.

## Història
En un moment indeterminat, abans dels vuitanta del segle xx, l'habitatge fou restaurat.